# 人物志 (刘劭)
《人物志》，曹魏劉邵著，《隋書·經籍志》列入列為「名家類」，具體呈現魏晉時期人物品鑑理論，為魏晉玄學中的重要面向。

## 作者
劉邵，字孔才，曹魏广平郡邯鄲(今位於河北省邯鄲市)人，生於漢靈帝建寧年間(168年-172年），卒於魏齊王正始年間(240年-249年)。漢獻帝時入仕，初為廣平吏，歷官太子舍人、秘書郎等，魏朝之後，曾擔任尚書郎、散騎侍郎、陳留太守等。後曾受爵「關內侯」，死後則追贈光祿勳。
劉邵學問詳博，通覽群書，曾經執經講學。編有類書《皇覽》，參與制定《新律》。著有《樂論》、《許都賦》、《洛都賦》等，著作多已亡佚。目前僅見《人物志》、《趙都賦》、《上都官考課疏》。

## 思想背景
漢代順天地陰陽氣化的層次探討人性，認為人之性情是陰陽之氣凝聚表現，天人之間有同理、同道、同構的相應關係，重視禮樂政教與生命性情的調節教化，由戰國晚期《呂氏春秋》，以至漢朝《淮南子》、董仲舒都屬於此一大脈絡。而其中天人感應的思想架構，經王充等人質疑消解後，魏晉時期，轉為自然無為也無可干預的天命觀點，人性論則重視自然的「才性」層次。所謂「才性」或「情性」是人稟之自然的材質，展現於具體生命的型態，有各種不同的情態或姿態，可以品鑑。
這種品鑑人物的著作，在班固《漢書·古今人表》已可見其基本樣貌。三國以後，則有曹丕《士操》、盧毓《九州人士論》等作品，然皆已亡佚。《人物志》為現存可見最具系統之作。
漢代選官採取「察舉」及「徵辟」，兩者都需過考察人物品行加以衡定，然而此一制度，日漸為世家所壟斷，名不副實。漢末大亂，群雄爭起，積極網羅人才，魏朝後採取「九品中正制」，透過州、郡大小中正品評士人高下，以供朝廷擇用。因此三國魏晉以來，才性品鑑與拔選人才，極受關注。
鍾會總結此一時期對才性的爭論，作《四本論》，歸結為才性同、才性異、才性合、才性離等四種觀點。劉邵《人物志》則為此一爭論的重要論述。

## 內容簡介
劉邵以人之筋、骨、血、氣、肌與金、木、水、火、土五行相應，而呈顯弘毅、文理、貞固、勇敢、通微等特質。此「五質」又分別象徵「五常」仁、義、禮、智、信，表現為「五德」。換言之，自然的血氣生命，具體展現為精神、形貌、聲色、才具、德行。內在的材質與外在的徵象有所聯繫，呈顯為神、精、筋、骨、氣、色、儀、容、言等，是為「九徵」，這相當於所謂「氣質」的層次。
依照不同的才性，劉邵將人物分為「兼德」、「兼才」、「偏才」等「三類」。透過德、法、術等三個層面，依其偏向，又可分為「十二才」，即清節家、法家、術家、國體、器能、臧否、伎倆、智意、文章、儒學、口辯、雄傑，依其才能不同，適合擔任的官職也不同。
在《人物志》中，劉邵將才、德並列標舉，作為拔選人才的標準。劉邵的品評，以中和為最高，講究平淡無味，是為聖人。所謂中和，在於兼具「平淡」與「聰明」兩種層次，聰明為才，而平淡則是生命所展現的境界，已不單純是道德修養的層次，更是對「全幅人性」的審美態度。除中和外，其餘為偏至之材。「九徵」兼至的人，「陰陽清和，中叡外明」，就是中庸，稱為聖人，是君王之才；具體而微，稱為「德行」，是大雅之才；偏於一才的人，稱為偏材，是為小雅。此外尚有依似、無恆等級別。
對於甄別人才，劉邵進而提出「八觀」、「五視」等途徑。「八觀」由人的行為舉止、情感反應、心理變化由表象而深至內裡，反覆察識。「五視」則在居、達、富、窮、貧特定情境中，考察人的品行。

## 目錄
- 自序

卷上
- 九徵第一
- 體別第二
- 流業第三
- 才理第四

卷中
- 才能第五
- 利害地六
- 接識第七
- 英雄第八
- 八觀第九

卷下
- 七謬第十
- 效難第十一
- 釋爭第十二